# Guarea guidonia
La requia, trompillo, guaraguao o yamagua (Guarea guidonia) es una especie de arbusto caducifolio en la familia de las meliáceas.

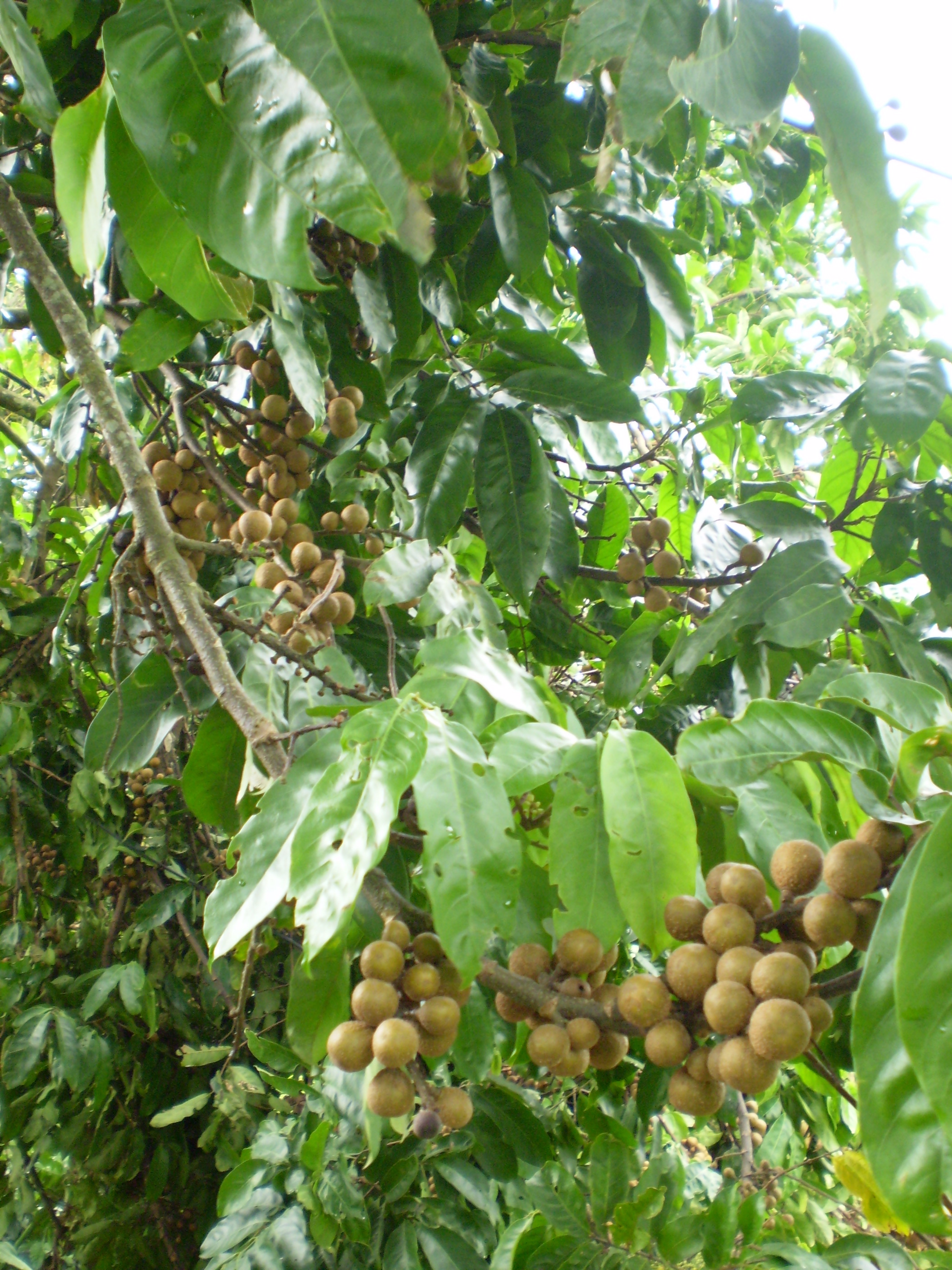
En su hábitat

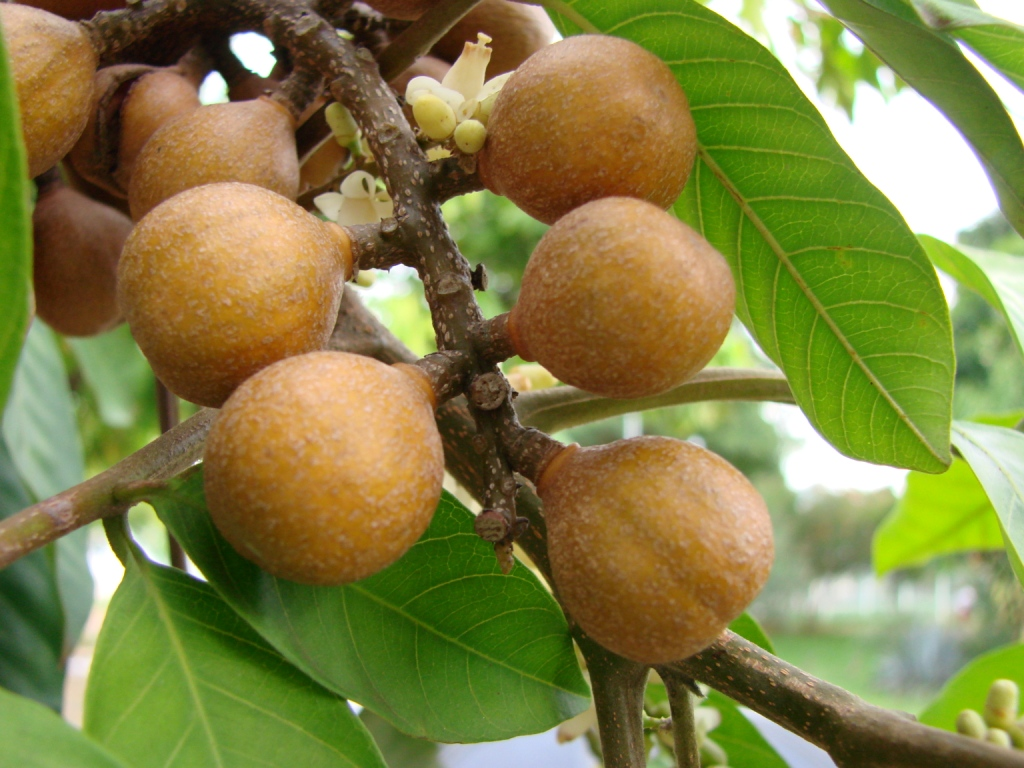
Frutos

## Descripción
Es un árbol que alcanza un tamaño de hasta 15 m de alto, corteza marrón, fisurada o exfoliante. Hojas de hasta 35 cm de largo, con hasta 6 pares de folíolos; folíolos usualmente oblongos, menos frecuentemente elípticos, de 12–20 cm de largo y 4–7 cm de ancho, ápice angostamente atenuado, base aguda, cuneada o atenuada, inconspicuamente estriado- y punteado-glandulares, glabros, nervios secundarios 9–12 pares, usualmente paralelos; peciólulo 1–5 mm de largo. Inflorescencias usualmente axilares, tirsos piramidales 10–25 cm de largo, puberulentos; cáliz rotáceo a ciatiforme, 1–2.5 mm de largo, 3–4-lobado o irregularmente leve o profundamente lobado; pétalos usualmente oblongos, 5.5–7.5 mm de largo y 1–2 mm de ancho, ápice agudo, aplicado-puberulentos por fuera, glabros por dentro, cremas; tubo estaminal cilíndrico, 3.5–6.5 mm de largo y 1.5–2.5 mm de ancho, margen truncado u ondulado, glabro, anteras 8, 0.75–1.25 mm de largo, anterodios más delgados que las anteras, indehiscentes; nectario un estípite ensanchado en el ápice formando un anillo debajo del ovario; ovario pubescente, 4-locular, lóculos 1-ovulados. Cápsula globosa, abruptamente adelgazada hasta acabar en la base en un estípite corto, 1.5–2.5 cm de diámetro, con lenticelas grandes y pálidas, glabra, café, 4-valvada, valvas con 1 semilla, pericarpo 1–2 mm de grueso, coriáceo; semillas 1–1.3 cm de largo, sarcotesta delgada y anaranjada.

## Distribución y hábitat
Es nativa de Costa Rica, Panamá, Cuba, República Dominicana, Haití, Puerto Rico, Trinidad y Tobago, Guyana Francesa, Guyana, Surinam, Venezuela, Brasil, Bolivia, Colombia, Ecuador, Perú. 
Especie poco común, se encuentra en las orillas de ríos y en áreas inundadas en bosques siempreverdes en la zona atlántica; a una altitud de 0–150 metros desde Nicaragua hasta Sudamérica tropical, también en las Antillas Mayores. 

## Usos
Utilizada como leña, postes y el fruto es comestible. Se dice que causa alucinaciones si es engerido.
La corteza de Guarea guidonia (L.) Sleumer, es usado como expectorante y conocido como cocillana.
En la medicina tradicional se utiliza como hemostático, hematuria, hemorragia intestinal, uretral y vaginal; hemofilias, eczemas, guao; propiedades amargo-astringentes, purgante, emético, emenagogo, poderosamente abortivo, acción como antiinflamatorio.
Principios activos
Contiene pigmentos, taninos, aminoácidos, saponinas, glicósidos y alcaloides como compuesto orgánico; carbonatos, cloruros y calcio como compuesto inorgánico.

## Taxonomía
Entandrophragma guidonia fue descrita por (L.) Sleumer y publicado en Taxon 5(8): 194. 1956.
Sinonimia
| - Guarea alba C.DC. - Guarea alternans C.DC. - Guarea andreana C.DC. - Guarea aubletii A.Juss. - Guarea bahiensis Klotzsch - Guarea bilibil C.DC. - Guarea cabirme C.DC. - Guarea campestris C.DC. - Guarea eggersii C.DC. - Guarea francavillana C.DC. - Guarea grandifolia DC. - Guarea guara (Jacq.) P.Wilson - Guarea leticiana Harms - Guarea megalantha Roemer - Guarea multiflora A.Juss. - Guarea multijuga A.Juss. - Guarea parva C.DC. - Guarea puberula Pittier | - Guarea pungans Saint-Hilaire - Guarea purgans A.Juss. - Guarea racemiformis S.F.Blake - Guarea rubescens C.DC. - Guarea rubicalyx Moore - Guarea rubricalyx S.Moore - Guarea rubrisepala Cuatrec. - Guarea rusbyi (Britton) Rusby - Guarea surinamensis Miq. ex C.DC. - Guarea sylvestris S.Moore - Guarea trichilioides L. - Guarea xiroresana C.DC. - Melia guara Jacq. - Samyda guidonia L. basónimo - Sycocarpus rusbyi Britton - Trichilia aubletii Steud. - Trichilia guara (Jacq.) L. |

## Nombre común
- Español:requia, trompillo, guaraguao
- yamao de Cuba[9]